# 莫桑比克国旗

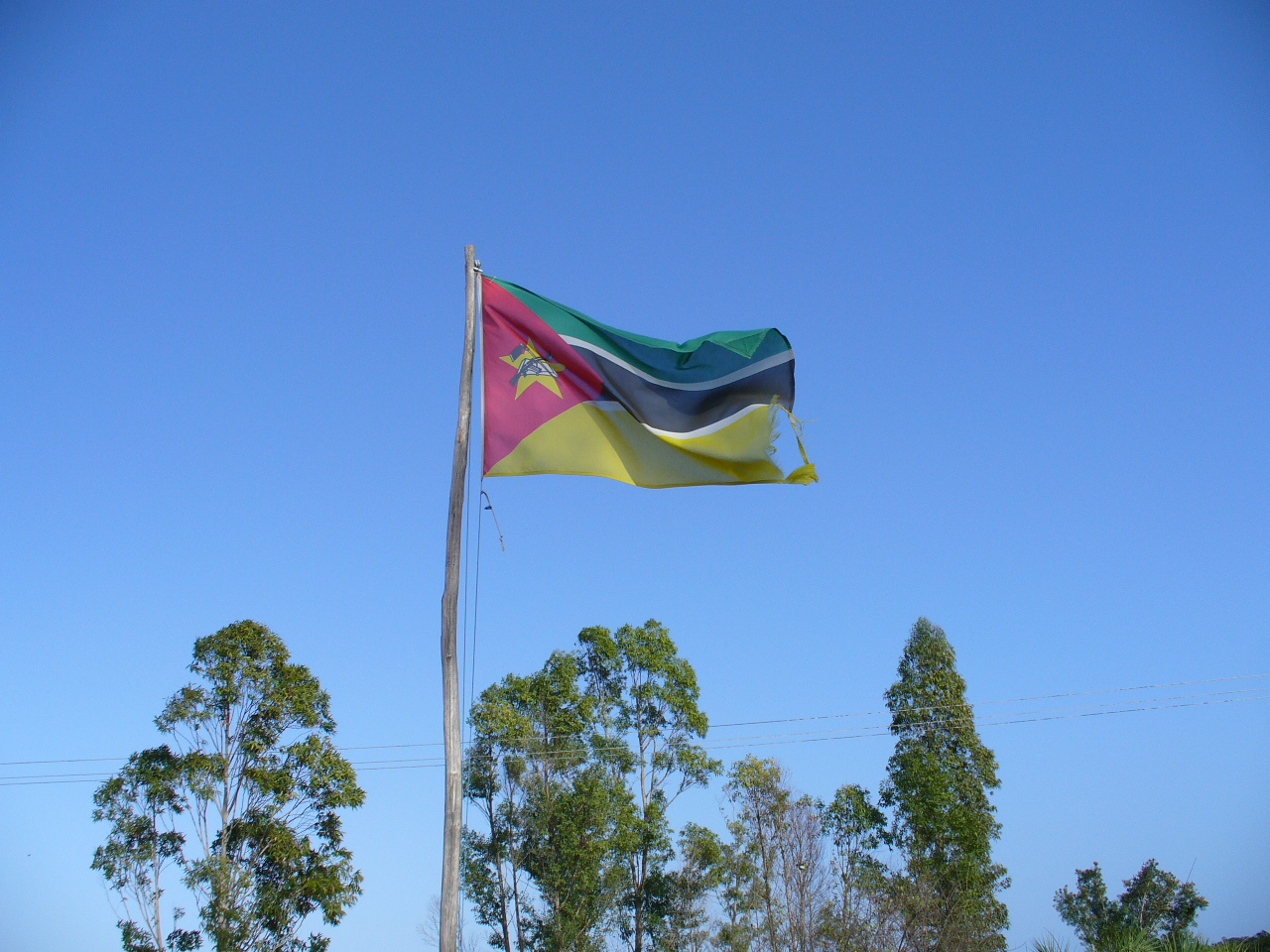
飘扬的莫桑比克国旗

莫桑比克國旗是一面由紅色等腰三角形和黑、黃、綠三橫條 （間以白幼橫條）組成的旗幟。三角形上有黃星、自動步槍（AK-47）、鋤頭和書本。根據《莫桑比克共和國憲法》第193條，顏色和圖案的意義分別為：
- 紅色—數百年來對殖民主義的抵抗、武裝民族解放鬥爭和對主權的捍衛；
- 綠色—大地的豐饒；
- 黑色—非洲大陸；
- 黃色—国家的礦藏；
- 白色—莫桑比克人民鬥爭的正義性質與和平
- 星—莫桑比克人民的社會主義和國際主義精神
- 自動步槍—防衛和警惕
- 書本—教育的重要性
- 鋤頭—農業[1]

這是全世界唯一包含現代自動步槍的國旗。
旗幟的基础是莫桑比克解放陣線（FRELIMO）旗，這面旗在莫桑比克从葡萄牙獨立後不久使用了很短一段時間，與現在的國旗相似，但没有標誌。黑、綠、黃三色借鑒自南非非国大旗幟。獨立時調整了颜色排列，从左上角放射，上面是白色齒輪，齒輪中包含鋤頭、步槍、書本，以及現在國旗上的五角星。1983年旗幟更換，颜色改为以前的樣式，去掉齒輪，五角星更大。

## 2005年新国旗的提议
2005年舉行了一次莫桑比克新國旗設計大比賽，收到119份方案，并選出了一个獲勝方案，但國旗至今未改。這後來推動了設計新國徽和國歌的設想。媒体報道稱称莫桑比克全國抵抗（RENAMO）尤為樂見取消國旗上象徴為獨立而鬥爭AK-47步槍，这導致公衆對修改國家象徴的反對意見呼声很高。
2005年12月，新国旗的提议被莫桑比克解放阵线为主的国会否决。包括现行国旗去掉步枪的修改版在内的169个方案被全部驳回。

## 历史旗帜

### 独立前
- 葡属莫桑比克
- 葡属東非
- 莫桑比克解放阵线

### 独立后
- 莫桑比克人民共和国
1974年9月15日-1975年6月25日
- 莫桑比克人民共和國
1975年6月25日-1983年4月30日
- 莫桑比克人民共和国
1983年4月30日-5月1日（临时代用旗，仅在首都马普托试用）

#### 历代旗帜

葡属莫桑比克旗帜
提议的葡属东非旗帜，1967年5月2日至1974年9月15日
1974年9月15日至1975年6月25日
1975年6月25日至1983年4月30日

## 其他旗帜
- 总统旗帜（1975年至1982年）
- 总统旗帜（1982年至1990年）
- 总统旗帜（1990年至今）